# Bodo Schaff
Bodo Erich Werner Schaff (* 1948 in Trier-Ehrang) ist ein ehemaliger deutscher Diplomat.

## Leben
Nach dem Abitur an der Stormarnschule in Ahrensburg absolvierte Schaff ein Studium der Wirtschaftswissenschaften an der Freien Universität Berlin und schloss dort 1985 seine Promotion mit einer Dissertation zum Thema Geldmarktfähige Depositenzertifikate – eine einzelwirtschaftliche Analyse der CD-Märkte in den USA und in London ab.
Im Anschluss trat er in den Auswärtigen Dienst ein und fand nach Abschluss der Laufbahnprüfung für den höheren Dienst Verwendung an verschiedenen Auslandsvertretungen sowie in der Zentrale des Auswärtigen Amtes.  Im Juli 2003 wurde er Botschaftsrat Leiter der Kulturabteilung der Botschaft in Südafrika. 2009 war er als Botschaftsrat an der Botschaft in Guatemala tätig und organisierte in dieser Funktion unter anderem eine Reise des SPD-Bundestagsmitglieds Frank Schwabe mit.
2010 war Schaff Nachfolger von Ilse Lindemann-Macha Botschafter in Liberia. In dieser Funktion unterzeichnete er gemeinsam mit dem Finanzminister Liberias, Augustine Kpehe Ngafuan, im Februar 2011 ein Umschuldungsabkommen zwischen der Bundesrepublik und Liberia. Im Mai 2011 erfolgte die Organisation einer Besuchsreise von Bundesministers für wirtschaftliche Zusammenarbeit und Entwicklung Dirk Niebel, der von Bundestagsmitgliedern und Vertretern der deutschen Bauwirtschaft begleitet wurde. Im September 2013 ging er als Botschafter in Liberia in den Ruhestand und wurde von Ralph Timmermann abgelöst, der zuvor Ständiger Vertreter des Botschafters in den Philippinen war.
Seine Erfahrungen aus seiner diplomatischen Arbeit wie zuletzt in Liberia stellt er in Vorträgen dar.